# Mamerto Urriolagoitia
Mamerto Urriolagoitia Harriague (Sucre, Bolivia; 5 de diciembre de 1895-4 de junio de 1974) fue un estadista, abogado y político boliviano. Ocupó la vicepresidencia de Bolivia desde el 10 de marzo de 1947 hasta el 22 de octubre de 1948, durante el gobierno de Enrique Hertzog, y la presidencia desde el 22 de octubre de 1948 hasta el 16 de mayo de 1951.

## Biografía
Mamerto Jesús Urriolagoitia nació el 5 de diciembre de 1895 en Sucre. Sus padres fueron Mamerto Urriolagoitia Tardío y Corina Harriague Moreno. Su abuelo paterno era el español vizcaíno Martín Mamerto Urriolagoitia Ozamiz y su abuelo materno Adrien Jean Baptiste Harriague Belzunce Sorhuet era de ascendencia francesa. Su tío abuelo fue el célebre escritor Gabriel René Moreno.  
Permaneció veinte años en Reino Unido como Encargado de Negocios y Cónsul, representando a su país en Londres. 
Regresó a Bolivia en 1937, ocupando dos veces el cargo de senador. Fue miembro del Partido de la Unión Republicana Socialista. En 1947 pasó a la vicepresidencia de la República, tomando el poder de 1949 a 1951 tras la renuncia de Enrique Hertzog. En 1951, el MNR ganó los comicios con Víctor Paz Estenssoro como candidato, pero Urriolagoitia no reconoció el resultado y dio un golpe de Estado, entregándole el poder al general Hugo Ballivián Rojas y a una Junta Militar. Murió en Sucre el 4 de junio de 1974.

### Censo de 1950
Durante su gobierno, se actualizaron los datos de población en Bolivia, llevándose a cabo el censo nacional de población y vivienda, después de un largo periodo de 50 años sin datos, pues cabe recordar que el último censo se había realizado el año 1900 durante el gobierno del presidente José Manuel Pando.

## Datos estadísticos

### Demografía
| Población de Bolivia durante el gobierno de Mamerto Urriolagoitia | Población de Bolivia durante el gobierno de Mamerto Urriolagoitia |
| Año                                                               | Habitantes                                                        |
| ----------------------------------------------------------------- | ----------------------------------------------------------------- |
| 1949                                                              | 2 685 411                                                         |
| 1950                                                              | 2 704 165                                                         |
| 1951                                                              | 2 777 598                                                         |